# Cherine Nouri
Cherine Nouri (* in Berlin) ist eine deutsche R&B- und Soulsängerin.

## Biografie
Cherine Nouri ist die Tochter libanesischer Eltern. Mit ihrer Jugendfreundin Anisa Kadraoui gründete sie 1994 das R&B-Duo Le Chant. Gemeinsam arbeiteten sie an ihrer musikalischen Ausbildung und nahmen an Talentwettbewerben teil. Als sie 2000 den Songwriter Sacha Stadie kennenlernten, der unter anderem für Ayman geschrieben hatte, machten sie ihre ersten Schritte im Musikgeschäft. Sie spielten 2002 im Vorprogramm bei der Tour von Sarah Connor durch Deutschland, Österreich und die Schweiz, waren bei der Coca Cola Christmas Tour vertreten und traten in Radio und Fernsehen auf. Sie veröffentlichten auch eine Single mit dem Titel Sei mit mir.
Doch das Projekt war nicht von Dauer und Nouri startete eine Solokarriere. Zwischenzeitlich folgte noch ein gemeinsames Projekt mit dem Rapper Dean Burke von Music Instructor und der Sängerin Maya. Als DMC Project nahmen sie den offiziellen Song Game of Your Life zur German Bowl XXX, dem deutschen Finale 2008 im American Football, auf und spielten das Lied live in der Halbzeit der Finalpartie.
Im Jahr darauf arbeitete sie mit dem Berliner André Buchmann (genannt: „Brix“) an einem Soloalbum. Ihre erste Single, die im Oktober 2009 erschien, trägt den Titel Faithful. Das Lied wurde als Musik zum RTL-Zweiteiler Vulkan verwendet und erreichte in der Woche nach der Ausstrahlung Platz 22 der deutschen Hitparade.

## Diskografie
Alben
- So Alive (2009)

Singles
- Faithful (2009)
- We Are All (2009)